# La neige brûle
Cet article possède un paronyme, voir Brûle-Neige.
La neige brûle est un roman de Régis Debray publié le 20 septembre 1977 aux éditions Grasset et ayant reçu la même année le prix Femina.

## Genèse du roman
La neige brûle est un hommage littéraire à Monika Ertl, relatant la façon dont celle-ci a vengé Che Guevara en assassinant Roberto Quintanilla, l'homme qui lui avait coupé les mains après son exécution. Bien que les noms des protagonistes aient été modifiés et que Monika Ertl y soit désignée par son surnom « Imilla », les faits racontés sont réels. Si Imilla est facilement identifiable, l'identité de Boris est inconnue et il pourrait s'agir de Régis Debray lui-même, qui avait beaucoup d'admiration pour Monika Ertl.

## Résumé
La neige brûle relate la relation entre Imilla et un Français nommé Boris, qui se rencontrent à La Havane. Elle y travaille pour l'Armée de libération nationale de Bolivie (ELN) ; lui s'éprend de la guérillera blonde. Ils se voient fréquemment et s'entraînent ensemble au tir, mais il n'est pas question d'amour entre eux, Imilla étant la maitresse de Carlos, le chef de l'ELN. Alors que Boris rentre à Paris, Imilla et Carlos s'installent en Bolivie. Imilla a alors 32 ans et elle est enceinte.
Dans la clandestinité, Carlos met sur pied un réseau de caches d'armes, mais il est découvert par la police et fusillé. Imilla, blessée, parvient à s'enfuir, d'abord en gagnant un couvent, puis l'ambassade d'Italie, où son bras blessé est opéré. Elle y reste quelque temps, puis rejoint le Mexique, d'où elle entretient une correspondance avec Boris. Ils décident de se rencontrer à Londres, mais Imilla est investie d'une mission secrète pour l'ELN : Tuer Roberto Quintanilla, devenu consul à Hambourg. Elle implique alors Boris et ils commettent l'assassinat ensemble.
Ils s'enfuient tous deux, d'abord à Hanovre, puis à Salzbourg, avant de se séparer. Imilla meurt peu après en Bolivie.

## Éditions
- La neige brûle, éditions Grasset, 1977,  (ISBN 2246005183).